# Ininy
Ininy – osada w Polsce położona w województwie zachodniopomorskim, w powiecie stargardzkim, w gminie Suchań. W latach 1975–1998 miejscowość należała administracyjnie do województwa szczecińskiego, położona 5,5 km na południowy wschód od Suchania (siedziby gminy) i 25 km na południowy wschód od Stargardu (siedziby powiatu).